# Pärlhättad manakin
Pärlhättad manakin (Lepidothrix iris) är en fågel i familjen manakiner inom ordningen tättingar.

## Utseende och läte
Pärlhättad manakin är en liten (9 cm) manakin i grönt och gult. Hanen är huvudsakligen bjärt gräsgrön med gult på buken och undre stjärttäckarna. På huvudet syns vitaktig hjässa och nacke, vitaktig näbb och gul ögoniris. Benen är ljusskära med gula "lår". Honan liknar hanen men har istället grön hjässa och nacke. Hanens läte är ett snabbt upprepat "chi-wir".

## Utbredning och systematik
Pärlhättad manakin delas in i två underarter med följande utbredning:
- Lepidothrix iris iris – förekommer i östra Amazonområdet i Brasilien (Belémregion i östra Pará till norra Maranhão)
- Lepidothrix iris eucephala – förekommer i Brasilien söder om Amazonfloden (östra stranden av nedre Tapajós)

## Status
IUCN kategoriserar arten som sårbar.